# Raïon de Plast
Le raïon de Plast (en russe : Пластовский район, Plastovski raïon) est une subdivision administrative de l'oblast de Tcheliabinsk, en Russie. Son centre administratif est la ville de Plast.

## Géographie
Situé dans l'Oural, le territoire du raïon est criblé d'une multitude de petits lacs et d'étangs. Plusieurs cours d'eau arrosent la région.

## Histoire
Le raïon est issu d'une restructuration administrative en 2004.

## Administration
Le raïon municipal de Plast est subdivisé en cinq municipalités.
| № | Municipalité               | Centre     | Nombre de villages | Population (2002) |
| - | -------------------------- | ---------- | ------------------ | ----------------- |
| 1 | Municipalité de Plast      | Plast      | 1                  | 17467             |
| 2 | Municipalité de Borissovka | Borissovka | 6                  | 3070              |
| 3 | Municipalité de Diemarino  | Diemarino  | 6                  | 1965              |
| 4 | Municipalité de Kotchkar   | Kotchkar   | 4                  | 1772              |
| 5 | Municipalité de Stielnoïe  | Stielnoïe  | 2                  | 2099              |

## Économie
L'industrie minière est le principal acteur économique du raïon. On y extrait du marbre, du granit, du calcaire, et de l'or.